# Pseudoabsidia corinthiaca
Pseudoabsidia corinthiaca es una especie de coleóptero de la familia Cantharidae.

## Distribución geográfica
Habita en Austria.